# Ноне
Ноне (італ. None, п'єм. Non) — муніципалітет в Італії, у регіоні П'ємонт,  метрополійне місто Турин.
Ноне розташоване на відстані близько 530 км на північний захід від Рима, 20 км на південний захід від Турина.
Населення — 8058 осіб (2014).
Покровитель — Святий Лаврентій.

## Демографія
Населення за роками:

Станом на 1 січня 2023 року в муніципалітеті офіційно проживало 425 іноземців з 33 країн, серед них 239 громадян країн Євросоюзу та 2 громадяни України.

## Сусідні муніципалітети
- Айраска
- Кандіоло
- Кастаньоле-П'ємонте
- Орбассано
- Пьобезі-Торинезе
- Скаленге
- Віново
- Вольвера